# Antonio Marzotto Caotorta
Antonio Marzotto Caotorta (Firenze, 20 marzo 1917 – Milano, 26 dicembre 2011) è stato un politico italiano.

## Biografia
Figlio di Alessandro, nacque a Firenze da una famiglia nobile di origine vicentina.
Si laureò in Giurisprudenza e Scienze politiche e fu allievo e amico di Giorgio La Pira. Ufficiale degli Alpini, durante la seconda guerra mondiale combatté sul fronte albanese; rimasto ferito, in seguito fu insignito della medaglia d'argento al Valor militare.
Dal 1947 al 1958 fu a capo dell'azienda di famiglia. Dal 1958 al 1972 ricoprì la carica di direttore del personale per Osram, CGE (di cui fondò il giornale aziendale) e Breda Finanziaria e per questo, nel 1959, si trasferì a Milano, città a cui resterà legato per il resto della vita.
Fu impegnato anche nell'ambito dei trasporti pubblici come presidente della Federtrasporti e vicepresidente dell'UITP. Fu fondatore della rivista Trasporti pubblici che diresse sino al 1992.
Dal 1972 al 1979 fu eletto, per tre legislature, deputato per la Democrazia Cristiana. Anche la sua attività parlamentare fu incentrata principalmente nell'ambito dei trasporti.
Dal 1983 al 1990 fu presidente dell'AIART. Ha rappresentato questa associazione tra il 1991 e il 1995 al Consiglio consultivo degli utenti presso il Garante per la radiodiffusione.

## Opere
- Visite, Milano, Ikon, 1997.
- La missione dei popolari, Roma, Il Popolo, 2002.
- Segreti democristiani...nella transizione tra la prima e la seconda repubblica, Milano, Bietti, 2003.